# روان برينان
روان برينان (بالإنجليزية: Rowan Brennan)‏ هو لاعب دوري الرغبي أسترالي، ولد في 13 أبريل 1958 في بورت مورسبي في بابوا غينيا الجديدة.